# Thomas Say
Pour les articles homonymes, voir Say.

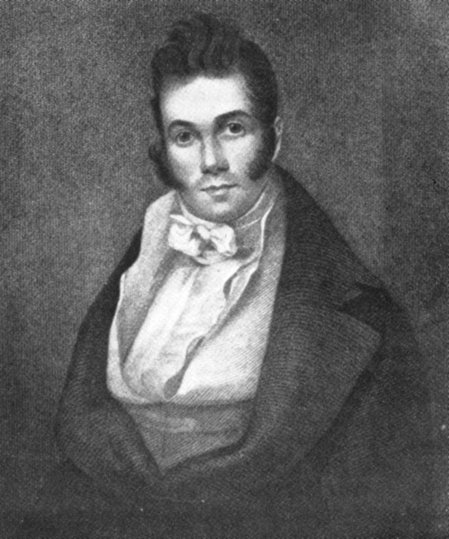
Thomas Say.

Thomas Say est un naturaliste et un zoologiste américain, considéré comme le père de l'entomologie américaine. Il est né le 27 juin 1787 à Philadelphie et mort le 10 octobre 1834 à New Harmony dans l'Indiana.

## Biographie
Il est le petit-fils de John Bartram (1699-1777) et le petit-neveu de William Bartram (1739-1823). C'est, probablement, auprès de ce dernier qu'il découvre l'histoire naturelle, mais le père de Say l'oblige à s'orienter vers le commerce. Il devient apothicaire dans sa ville natale mais son officine fait faillite. En 1812, il participe à la création de l'Academy of Natural Sciences de Philadelphie. Se retrouvant ruiné, Say emménage dans le muséum de l'Académie, dormant sous un squelette de cheval et se nourrissant de lait et de pain, ne dépensant pas plus de 75 cents par semaine. Il se consacre dès lors complètement au développement de l'Académie. À son origine, l'institution ne dispose que de collections très maigres : une demi-douzaine d'insectes communs, quelques échinodermes et coquillages, un poisson desséché et un singe empaillé.
En 1816, il rencontre Charles-Alexandre Lesueur (1778-1846), un naturaliste, malacologiste et ichtyologiste français, qui devient également membre de l'Académie et son conservateur de 1816 à 1824.
Say commence à travailler sur les insectes américains et pour cela organise de nombreuses expéditions, souvent dangereuses compte tenu de l'époque.
En 1818, Say participe à une expédition géologique organisée par l'Académie sous la direction et le financement de son ami William Maclure (1763-1840), du géologue Gerard Troost (1776-1850) et d'autres membres de l'Académie. L'objectif de cette campagne est d'explorer les îles au large de la Géorgie et de la Floride.
En 1819-1820, le major Stephen Harriman Long (1784-1864) conduit une mission d'exploration dans les montagnes Rocheuses et les rives du Missouri, Thomas Say étant chargé de la zoologie. Durant ce voyage, sa tente est pillée par des Pawnees. Un peu plus tard, ce sont trois soldats ivres qui le dévalisent. De nombreuses espèces sont décrites pour la première fois dans le compte rendu de cette expédition, dont le coyote (Canis latrans), le renard véloce (Vulpes velox), le tyran de l'Ouest (Tyrannus verticalis), le Pigeon à queue barrée (Columba fasciata), le Troglodyte des rochers (Salpinctes obsoletus), la Moucherolle à ventre roux (Sayornis saya), le Chardonneret mineur (Carduelis psaltria), le Bruant à joues marron (Chondestes grammacus), le Passerin azuré (Passerina amoena) et la Paruline verdâtre (Vermivora celata).
À son retour, Say obtient le poste de conservateur de l'American Philosophical Society (de 1821 à 1827) puis, en 1822, une chaire d'histoire naturelle à l'université de Pennsylvanie.
En 1823, Say dirige la partie zoologique de l'expédition de Lond qui remonte le fleuve Mississippi. Durant le voyage, il est mordu par un serpent à sonnette et reste plusieurs jours entre la vie et la mort. Il publie en 1824 (ou 1825) un catalogue des tortues américaines.
Il quitte Philadelphie en 1825 pour toujours. Thomas Say rejoint la colonie de New Harmony, une ville de l'Indiana (de 1826 à 1834). Un projet de société utopique initié par Robert Owen. Durant le voyage, il rencontre Lucy Way Sistare avec qui il se marie secrètement le 4 janvier 1827. C'est une artiste et une illustratrice. Elle deviendra la première femme à entrer à l'Académie. Il entreprend, de 1827 à 1828, une troisième et dernière expédition à La Nouvelle-Orléans et au Mexique en compagnie de William Maclure (1763-1840).
Cette colonie se veut être un foyer intellectuel pour les États-Unis en y développant des projets éducatifs. Say retrouve à New Harmony Maclure, Lesueur, Francis Neef, un enseignant, et Gerhard Troost. Il y rencontrera aussi, plus tard, un autre fameux naturaliste, Constantine Samuel Rafinesque (1783-1840).
Dans la colonie de New Harmony, Thomas Say a la charge de superintendant en littérature, science et éducation. C'est là qu'il réalise ses plus grandes œuvres :
- American Entomology, or Descriptions of the Insects of North America en trois volumes (Philadelphie, 1824, 1825 et 1828).
- American Conchology, or Descriptions of the Shells of North America Illustrated From Coloured Figures From Original Drawings Executed from Nature (les six premiers volumes, New Harmony, de 1830 à 1834, le dernier, Philadelphie, en 1836).

Durant leur séjour à New Harmony, Say et Lesueur rencontrent de considérables difficultés, d'autant que le paludisme sévit dans cette région. Say vivait très modestement, presque comme un ermite, abandonnant toute activité commerciale pour se consacrer entièrement à ses recherches.
Il meurt, apparemment des actions conjointes du paludisme et d'un dysenterie, à seulement 47 ans. Alexander Maclure fait ériger un monument en marbre à la mémoire de son ami en 1846.
Say décrivit plus de 1 000 nouvelles espèces de coléoptères et plus de 400 espèces d'autres ordres d'insectes. On estime que personne n'a décrit autant d'espèces nouvelles que lui. Il est le premier descripteur de nombreuses espèces importantes sur le plan économique.

## Hommages
Plusieurs zoologistes lui ont dédié des espèces. Parmi celles-ci on peut citer :
- Un crabe, Dyspanopeus (Neopanope) sayi, dédié par Sidney Irving Smith (1843-1926) en 1869.
- Un amphipode, Lanceola sayana de la famille des Lanceolidae, par Carl Erik Alexander Bovallius (1849-1907) en 1885.
- Un oiseau, moucherolle à ventre roux, Sayornis saya, par Charles-Lucien Bonaparte (1803-1857) en 1825.